# ChaRonda Williams
Charonda Williams (ur. 27 marca 1987) – amerykańska lekkoatletka specjalizująca się w biegach sprinterskich.
W 2009 odpadła w półfinale biegu na 200 metrów podczas mistrzostw świata w Berlinie. Cztery lata później w Moskwie zajęła na tym dystansie 6. miejsce. Złota i srebrna medalistka mistrzostw NACAC (2015). Medalistka mistrzostw National Collegiate Athletic Association.
Zwyciężczyni łącznej punktacji Diamentowej Ligi 2012 w biegu na 200 metrów.

## Osiągnięcia
| Rok  | Impreza            | Miejsce  | Konkurencja             | Lokata     | Wynik   |
| ---- | ------------------ | -------- | ----------------------- | ---------- | ------- |
| 2009 | Mistrzostwa świata | Berlin   | bieg na 200 metrów      | półfinał   | 22,81   |
| 2013 | Mistrzostwa świata | Moskwa   | bieg na 200 metrów      | 6. miejsce | 22,81   |
| 2015 | Mistrzostwa NACAC  | San José | bieg na 100 metrów      | 2. miejsce | 11,21   |
| 2015 | Mistrzostwa NACAC  | San José | sztafeta 4 × 400 metrów | 1. miejsce | 3:25,39 |

## Rekordy życiowe
- bieg na 100 metrów – 11,07 (21 czerwca 2013, Des Moines), 10,95 (8 lipca 2012, Nancy)
- bieg na 200 metrów – 22,32 (14 lipca 2015, Lucerna)